# Cos orbitant
En astrodinàmica, un cos orbitant ({\displaystyle m_{2}}) 
és un cos que gira al voltant d'un cos principal ({\displaystyle m_{1}}).
El cos orbitant es refereix correctament com a cos secundari.
És menys massiva que el cos principal (és a dir, {\displaystyle m_{1}>m_{2}}).
Sota supòsits estàndards en astrodinàmica el baricentre dels dos cossos és un focus d'ambdues òrbites.
Relatiu a l'astronomia, un cos en òrbita és qualsevol objecte petit que el cos orbita. Aquests poden incloure, però no estan limitats a, cometes, planetes, planetes nans, llunes i asteroides.